# 미사일사령부 (미국)
미사일사령부(Missile Command (Air Transport) (MSL CMD))는 냉전 초기에 미국 육군 야전포병대의 의 4개 미사일사령부로서 부대였다. 핵무기로 바르샤바 조약 기구의 무력을 억지하는 임무를 수행하였고, 각 사령부는 MGR-1 어네스트존(HJ), MGM-5 코퍼럴(Cpl), MGM-29 서전트(Sgt) 미사일을 장비하였다.

## 목록

### 제1미사일사령부
남유럽 TF(SETAF) 소속 부대로서 이탈리아 비첸차에 주둔하면서 1957년부터 1965년까지 활동하였다.
- 본부 및 본부중대
- 제510야전포병대대(510th Field Artillery Battalion) (HJ)
- 제543야전포병미사일대대(543rd Field Artillery Missile Battalion) (Cpl)
- 제570야전포병미사일대대(570th Field Artillery Missile Battalion) (Sgt)
- 제80야전포병연대, 1미사일대대(1st Battalion, 80th Field Artillery) (Cpl)
- 제30야전포병연대, 5대대(5th Battalion, 30th Field Artillery) (Sgt)
- 제82야전포병연대, 1미사일대대(1st Battalion, 82nd Field Artillery)[2](Cpl); 1958년 6월 24일 ~ 1964년 4월 20일
- 제1임시대대
  - 제124통신중대
- 병기대대 (임시)
- 공병대대 (임시)

### 제2미사일사령부
최초에는 본부를 텍사스주 포트 후드에 두었다가 후에 콜로라도주 포트 카슨으로 옮겼다. 1957년 3월 1일에 사령부 본부가 활동을 시작하여 같은 해 7월 1일에 편성을 마쳤고, 1961년에 해산하였다.
- 본부 및 본부중대
- 제52기갑소총대대(52nd Armored Rifle Battallion)
- 제57야전포병미사일단(57th Field Artillery Missile Group)
  - 제81포병대대(81st Artillery Battallion)
  - 제32포병대대(32nd Artillery Battallion)
  - 제79포병대대(79th Artillery Battallion)
- 제32공병대대(32nd Engineer Battallion)
- 제165통신중대(165th Signal Company)
- 보급단, 본부(Headquarters, Supply Group)
  - 제73병기대대(73rd Ordiance Battalion)
  - 제727공병파견대(727th Engineer Detachment) (야전 정비)
  - 제20병참중대(20th Quartermaster Company)
  - 제487의무중대(487th Medical Company)
  - 제507화학파견대(507th Chemical Detachment)
  - 제28철도파견대(28th Train Detachment)
  - 제16기병연대, 1전대 (항공 기병)(정찰); 1957년 3월 1일 ~ 1961년 8월 25일

### 제3미사일사령부
본부: 노스캐롤라이나주, 포트 브래그, 1957년 ~ 1963년

### 제4미사일사령부
강원도 춘천시에 설치된 캠프 페이지에 본부를 두고, 제8군에 소속하고 제1야전군을 지원하였다. 표어는 "Last of a Breed".
1958년 1월 30일, 제100야전포병로켓대대(100th Field Artillery Rocket Battalion)가 일본에 도착하였고, 이후 캠프 페이지에 본부를 설치했다. 4월 18일, 보병, 공병, 통신, 그 외 여러 지원부대가 합세하여 제4미사일사령부로 재편성 및 제8군의 주요 예하 사령부로 지정되었다. 1958년부터 1968년까지 4th MSL CMD는 제1야전군에 배속하여 및 그들을 지원하였는데, 1967년~1968년 사이에 잠시 제8군 휘하 제1군단의 작전 통제를 받았다. 1978년 5월 29일까지의 임무를 마치고 6월 1일에 4th MSL CMD는 해산, 주한 무기지원파견대는 1990년 9월 해산하였다.
- 본부 및 본부중대
- 제42포병연대, 1대대(1st Battalion, 42nd Field Artillery Regiment) (HJ); 1977년 9월 30일 해체
- 제81포병연대, 3대대(3rd Battalion, 81h Field Artillery Regiment)
- 제19보병연대, C중대(Charile Company, 19th Infantry Regiment)
- TF 알파
- 제226통신중대(226th Signal Company)[6]; 1958년 4월 18일 ~ 1978년
- 주한 무기지원파견대(Weapons Support Detachment/Korea "WSD/K") - 제19지원사령부 파견

## 인식표

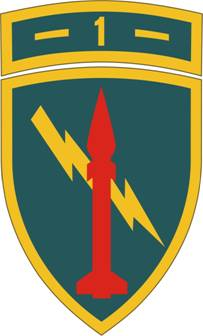
제1미사일사령부
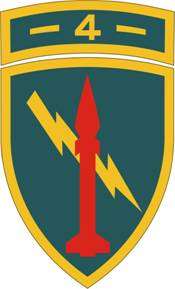
제4미사일사령부의 어깨 소매 휘장(SSI)
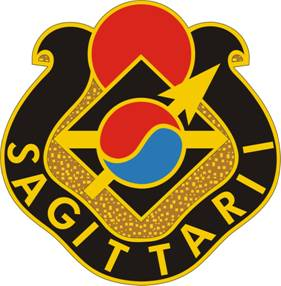
제4미사일사령부의 고유 부대 휘장(DUI)

어깨소매휘장은 미사일처럼 파괴적이고 번개처럼 빠른 대응과 보복 속도를 제안함을 상징한다. 각 미사일 사령부는 이것을 1958년 1월 15일에 일제히 부여받았는데, 4th MSL CMD만은 5월 27일에 부여받았고, 해체되기 2년전인 1976년 3월 23일에는 고유부대휘장을 부여받았다.

## 같이 보기
- 제56포병사령부

## 참고

### 인용
1. ↑  “1st Missile Command” (영어). USARMYGERMANY.com. 2016년 5월 16일에 확인함.
2. ↑  “1st Battalion, 82d Field Artillery Regiment” (영어). Center of Military History. 2008년 2월 12일. 2017년 10월 30일에 확인함.
3. ↑  “2nd U.S. Army Missile Command, Fort Hood, Texas”. Dallas, TX: Taylor Publish Company. 1959년.
4. ↑  박신용철 (2005년 7월 27일). “캠프 페이지 "왜 이래"”. 민중의 소리. 2016년 5월 15일에 확인함.
5. ↑  Kwang Sub Kwak (2006). 《The US-ROK Alliance, 1953-2004: Alliance Institionalization》 (영어). Carbondale: Southern Illinois University. 94쪽. ISBN 0542816490. 2016년 5월 15일에 확인함.
6. ↑  Robert J. Dalessandro (2011년 12월 14일). “226th Signal Company” (영어). Center of Military History. 2017년 10월 30일에 확인함.
7. ↑  “1st US Army Missile Command” (영어). The Institute of Heraldry. 2016년 7월 1일에 원본 문서에서 보존된 문서. 2016년 5월 31일에 확인함.
8. ↑  “2nd US Army Missile Command” (영어). The Institute of Heraldry. 2016년 7월 1일에 원본 문서에서 보존된 문서. 2016년 5월 31일에 확인함.
9. ↑  “3rd US Army Missile Command” (영어). The Institute of Heraldry. 2016년 7월 1일에 원본 문서에서 보존된 문서. 2016년 5월 31일에 확인함.
10. ↑  “4th US Army Missile Command” (영어). The Institute of Heraldry. 2016년 7월 1일에 원본 문서에서 보존된 문서. 2016년 5월 31일에 확인함.

### 자료
- Janice E. McKenney (2007). 《Organizational History of Field Artillery, 1775-2003》 (영어). Washington D.C.: Center of Military History. 221쪽. ISBN 0160771153. 2016년 5월 15일에 확인함.